# Campionati europei di atletica leggera 2010 - 200 metri piani femminili
La competizione si è svolta tra il 30 ed il 31 luglio 2010.

## Record
Prima di questa competizione, il record del mondo (RM), il record europeo (EU) ed il record dei campionati (RC) sono i seguenti:
| Record                | Prestazione | Atleta                               | Data                                         | Competizione                                |
| --------------------- | ----------- | ------------------------------------ | -------------------------------------------- | ------------------------------------------- |
| Record mondiale       | 21"34       | Florence Griffith-Joyner Stati Uniti | 29 settembre 1988 Seul, Corea del Sud        |                                             |
| Record europeo        | 21"71       | Marita Koch Germania Ovest           | 10 giugno 1979 Karl-Marx-Stadt, Germania Est |                                             |
| Record europeo        | 21"71       | Marita Koch Germania Ovest           | 21 luglio 1984 Potsdam, Germania Est         |                                             |
| Record europeo        | 21"71       | Heike Drechsler Germania Ovest       | 29 giugno 1986 Jena, Germania Est            |                                             |
| Record europeo        | 21"71       | Heike Drechsler Germania Ovest       | 29 agosto 1986 Stoccarda, Germania Ovest     |                                             |
| Record dei campionati | 21"71       | Heike Drechsler Germania Ovest       | 29 agosto 1986 Stoccarda, Germania Ovest     | Campionati europei di atletica leggera 1986 |

## Programma
| Data           | Ora   | Turno      |
| -------------- | ----- | ---------- |
| 30 luglio 2010 | 12:20 | 1º turno   |
| 30 luglio 2010 | 19:00 | Semifinali |
| 31 luglio 2010 | 19:50 | Finale     |

## Risultati

### 1º turno
Passano le prime 3 in ogni batteria (Q) e i 4 migliori tempi (q)

#### Batteria 1
| Pos. | Corsia | Nome                | Nazionalità | Tempo | Note |
| ---- | ------ | ------------------- | ----------- | ----- | ---- |
| 1    | 4      | Yelizaveta Bryzhina | Ucraina     | 23"10 | Q    |
| 2    | 6      | Myriam Soumaré      | Francia     | 23"22 | Q    |
| 3    | 3      | Ksenija Balta       | Estonia     | 23"75 | Q    |
| 4    | 5      | Niamh Whelan        | Irlanda     | 23"78 | q    |
| 5    | 7      | Sabina Veit         | Slovenia    | 23"78 |      |
| 6    | 2      | Elin Backman        | Svezia      | 24"13 |      |

#### Batteria 2
| Pos. | Corsia | Nome                    | Nazionalità | Tempo | Note |
| ---- | ------ | ----------------------- | ----------- | ----- | ---- |
| 1    | 8      | Anastasia Kapachinskaya | Russia      | 23"09 | Q    |
| 2    | 5      | Eleni Artymata          | Cipro       | 23"41 | Q    |
| 3    | 7      | Emily Freeman           | Regno Unito | 23"44 | Q    |
| 4    | 3      | Weronika Wedler         | Polonia     | 23"62 | q    |
| 5    | 6      | Sónia Tavares           | Portogallo  | 24"14 |      |
| 6    | 4      | Doris Röser             | Austria     | 24"32 |      |
| -    | 2      | Klodiana Shala          | Albania     | -     | NP   |

#### Batteria 3
| Pos. | Corsia | Nome                   | Nazionalità | Tempo | Note |
| ---- | ------ | ---------------------- | ----------- | ----- | ---- |
| 1    | 4      | Yuliya Chermoshanskaya | Russia      | 23"10 | Q    |
| 2    | 5      | Lina Jacques-Sébastien | Francia     | 23"21 | Q    |
| 3    | 2      | Ewelina Ptak           | Polonia     | 23"66 | Q    |
| 4    | 6      | Alena Neumiarzhitskaya | Bielorussia | 23"82 |      |
| 5    | 3      | Andreea Ograzeanu      | Romania     | 23"89 |      |
| 6    | 7      | Barbara Petráhn        | Ungheria    | 24"07 |      |

#### Batteria 4
| Pos. | Corsia | Nome                | Nazionalità | Tempo | Note |
| ---- | ------ | ------------------- | ----------- | ----- | ---- |
| 1    | 5      | Aleksandra Fedoriva | Russia      | 23"47 | Q    |
| 2    | 3      | Véronique Mang      | Francia     | 23"57 | Q    |
| 3    | 2      | Olivia Borlée       | Belgio      | 23"59 | Q    |
| 4    | 4      | Marta Jeschke       | Polonia     | 23"60 | q    |
| 5    | 8      | Giulia Arcioni      | Italia      | 23"63 | q    |
| 6    | 6      | Tina Jures          | Slovenia    | 24"41 |      |
| 7    | 7      | Meliz Redif         | Turchia     | 24"53 |      |

#### Sommario
| Pos. | Batteria | Corsia | Nome                    | Nazionalità | Tempo | Note |
| ---- | -------- | ------ | ----------------------- | ----------- | ----- | ---- |
| 1    | 2        | 8      | Anastasia Kapachinskaya | Russia      | 23"09 | Q    |
| 2    | 1        | 4      | Yelizaveta Bryzhina     | Ucraina     | 23"10 | Q    |
| 3    | 3        | 4      | Yuliya Chermoshanskaya  | Russia      | 23"10 | Q    |
| 4    | 3        | 5      | Lina Jacques-Sébastien  | Francia     | 23"21 | Q    |
| 5    | 1        | 6      | Myriam Soumaré          | Francia     | 23"22 | Q    |
| 6    | 2        | 5      | Eleni Artymata          | Cipro       | 23"41 | Q    |
| 7    | 2        | 7      | Emily Freeman           | Regno Unito | 23"44 | Q    |
| 8    | 4        | 5      | Aleksandra Fedoriva     | Russia      | 23"47 | Q    |
| 9    | 4        | 3      | Véronique Mang          | Francia     | 23"57 | Q    |
| 10   | 4        | 2      | Olivia Borlée           | Belgio      | 23"59 | Q    |
| 11   | 4        | 4      | Marta Jeschke           | Polonia     | 23"60 | q    |
| 12   | 2        | 3      | Weronika Wedler         | Polonia     | 23"62 | q    |
| 13   | 4        | 8      | Giulia Arcioni          | Italia      | 23"63 | q    |
| 14   | 3        | 2      | Ewelina Ptak            | Polonia     | 23"66 | Q    |
| 15   | 1        | 3      | Ksenija Balta           | Estonia     | 23"75 | Q    |
| 16   | 1        | 5      | Niamh Whelan            | Irlanda     | 23"78 | q    |
| 17   | 1        | 7      | Sabina Veit             | Slovenia    | 23"78 |      |
| 18   | 3        | 6      | Alena Neumiarzhitskaya  | Bielorussia | 23"82 |      |
| 19   | 3        | 3      | Andreea Ograzeanu       | Romania     | 23"89 |      |
| 20   | 3        | 7      | Barbara Petráhn         | Ungheria    | 24"07 |      |
| 21   | 1        | 2      | Elin Backman            | Svezia      | 24"13 |      |
| 22   | 2        | 6      | Sónia Tavares           | Portogallo  | 24"14 |      |
| 23   | 2        | 4      | Doris Röser             | Austria     | 24"32 |      |
| 24   | 4        | 6      | Tina Jures              | Slovenia    | 24"41 |      |
| 25   | 4        | 7      | Meliz Redif             | Turchia     | 24"53 |      |
| 26   | 2        | 2      | Klodiana Shala          | Albania     | -     | NP   |

### Semifinali
Passano in finale i primi 3 in ogni semifinale (Q) e i 2 migliori tempi (q)